# Вооружённые силы Сербии и Черногории
Вооружённые силы Сербии и Черногории (серб. Војска Србије и Црне Горе) — оборонный союз Сербии и Черногории, образовавшийся после создания Государственного Союза Сербии и Черногории в 2003 году. Фактически, это были переименованные Вооруженные силы СРЮ. Оборонный союз Сербии и Черногории существовал с 4 февраля 2003 года до 8 июня 2006 года. Состоял из Сухопутных войск, ВВС и ПВО, а также ВМФ. На протяжении своего существования переходил на стандарты НАТО. Была начата очередная военная реформа и сокращение парка бронетехники. Окончательно Вооружённые силы Сербии и Черногории прекратили своё существование в 2006 году, после распада Государственного Союза Сербии и Черногории. Подразделения Вооружённых сил Сербии и Черногории, находившиеся на территориях Сербии и Черногории, стали основой Вооружённых сил Сербии и Вооружённых сил Черногории. Позднее между Сербией и Черногорией произошёл незначительный обмен военной техникой.

## Структура
- Сухопутные войска Сербии и Черногории
- Военно-воздушные силы и войска ПВО Сербии и Черногории
- Военно-морские силы Сербии и Черногории